# Turn! Turn! Turn! (album)
Turn! Turn! Turn! je druhé studiové album americké rockové skupiny The Byrds, vydané v listopadu 1965 u vydavatelství Columbia Records. Nahráno bylo od června do října téhož roku ve studiu Columbia Studios v Hollywoodu a jeho producentem byl Terry Melcher.

## Seznam skladeb
| Pořadí | Název                          | Autor                     | Délka |
| ------ | ------------------------------ | ------------------------- | ----- |
| 1.     | Turn! Turn! Turn!              | Pete Seeger               | 3:49  |
| 2.     | It Won't Be Wrong              | Jim McGuinn, Harvey Gerst | 1:58  |
| 3.     | Set You Free This Time         | Gene Clark                | 2:49  |
| 4.     | Lay Down Your Weary Tune       | Bob Dylan                 | 3:30  |
| 5.     | He Was a Friend of Mine        | tradicionál               | 2:30  |
| 6.     | The World Turns All Around Her | Clark                     | 2:13  |
| 7.     | Satisfied Mind                 | Red Hayes, Jack Rhodes    | 2:26  |
| 8.     | If You're Gone                 | Clark                     | 2:45  |
| 9.     | The Times They Are a-Changin'  | Dylan                     | 2:18  |
| 10.    | Wait and See                   | McGuinn, David Crosby     | 2:19  |
| 11.    | Oh! Susannah                   | Stephen Foster            | 3:03  |

## Obsazení
The Byrds
- Jim McGuinn – kytara, zpěv
- Gene Clark – kytara, harmonika, tamburína, zpěv
- David Crosby – kytara, zpěv
- Chris Hillman – baskytara doprovodné vokály
- Michael Clarke – bicí, tamburína

Ostatní
- Terry Melcher – varhany